# Xenija Pawlowna Dudkina
Xenija Pawlowna Dudkina (russisch Ксения Павловна Дудкина; * 25. Februar 1995 in Omsk) ist eine russische Rhythmische Sportgymnastin und Olympiasiegerin.
Sie nahm an den Olympischen Sommerspielen 2012 teil, bei denen sie in der Rhythmischen Sportgymnastik im Mannschaftsmehrkampf mit Anastassija Blisnjuk, Uljana Donskowa, Alina Makarenko, Anastassija Nasarenko und Karolina Sewastjanowa Gold gewann.

## Auszeichnungen
- 2011:  Verdienter Meister des Sports Russlands[1]
- 2012:  Orden der Freundschaft[1][2]